# 1940–1941-es osztrák labdarúgó-bajnokság (első osztály)
Az 1940–1941-es osztrák labdarúgó-bajnokság az osztrák labdarúgó-bajnokság legmagasabb osztályának harmincadik alkalommal megrendezett bajnoki éve volt. 
A pontvadászat 8 csapat részvételével zajlott. A bajnokságot a Rapid Wien csapata nyerte.  

## A bajnokság végeredménye
| #  | Csapat           | M  | Gy | D | V  | RG | KG  | P  |
| -- | ---------------- | -- | -- | - | -- | -- | --- | -- |
| 1  | SK Rapid Wien    | 18 | 12 | 4 | 3  | 82 | 29  | 28 |
| 2  | SC Wacker        | 18 | 10 | 4 | 4  | 60 | 33  | 24 |
| 3  | First Vienna FC  | 18 | 11 | 2 | 5  | 52 | 33  | 24 |
| 4  | FK Austria Wien  | 18 | 10 | 2 | 6  | 56 | 22  | 22 |
| 5  | SK Admira Wien   | 18 | 8  | 5 | 5  | 56 | 46  | 21 |
| 6  | Wiener SC        | 18 | 7  | 4 | 7  | 47 | 37  | 18 |
| 7  | FC Wien          | 18 | 6  | 5 | 7  | 32 | 40  | 17 |
| 8  | Floridsdorfer AC | 18 | 7  | 3 | 8  | 40 | 60  | 17 |
| 9  | Grazer SC        | 18 | 4  | 1 | 13 | 26 | 62  | 9  |
| 10 | Linzer ASK       | 18 | 0  | 0 | 18 | 17 | 106 | 0  |

- A Rapid Wien az 1940-41-es szezon bajnoka.
- A Grazer SC és a Linzer ASK kiesett a másodosztályba (2. Klasse).